# Bitwa pod Pułtuskiem (1703)
Bitwa pod Pułtuskiem – starcie zbrojne, które miało miejsce 2 maja 1703 roku podczas Wielkiej Wojny Północnej.
Korpus saski feldmarszałka von Steinaua liczący około 4 000 jazdy zajmował pozycje obserwacyjne nad Bugo-Narwią. W końcu kwietnia, po opanowaniu Warszawy, Szwedzi zbudowali most pontonowy w pobliżu Nowego Dworu Mazowieckiego i po rozbiciu posterunków saskich przeprawili się na drugi brzeg Narwi. O świcie 2 maja Karol XII mający przy sobie 2 000 jazdy dotarł pod Pułtusk i uderzył na zaskoczonych Sasów. Korpus saski został rozbity i zmuszony do odwrotu. Straty Szwedów wyniosły zaledwie 18 żołnierzy, podczas gdy saskie – ok. 200 zabitych i 800 jeńców.